# Molí Salat
El molí Salat és un edifici de Miravet (Ribera d'Ebre) inclòs a l'Inventari del Patrimoni Arquitectònic de Catalunya.

## Descripció
Està situat dins del nucli urbà de la població de Miravet, damunt de la riba del riu, abans d'accedir al nucli històric de la vila.
Es tracta d'un edifici aïllat de planta rectangular, amb un petit jardí situat a la banda de tramuntana. La coberta és de teula de dues vessants i està distribuït en soterrani i tres pisos. Des del carrer del Forn s'hi accedeix mitjançant un portal d'arc rebaixat bastit en maons, situat al pis superior i a pocs metres del portal d'accés a la vila antiga. De fet, la majoria d'obertures presents a l'edifici són d'arc rebaixat i estan bastides en maons. Al pis superior de les façanes de migdia i tramuntana hi ha balcons exempts amb les llosanes motllurades. Des del jardí, unes escales donen accés a l'interior mitjançant un portal situat a la façana de tramuntana. La façana orientada al riu presenta finestrals allargats als tres nivells.
La construcció està bastida en pedra de diverses mides lligada amb abundant morter de calç.
Actualment, la mola del molí està situada a escassa distància de l'edifici, davant la casa Costa, al carrer del Riu.

## Història
És un antic molí d'aigua situat a la riba de l'Ebre i reconvertit actualment a habitatge.